# 三河鉄道キ50形気動車
三河鉄道キ50形気動車（みかわてつどうキ50がたきどうしゃ）は、三河鉄道が新製したガソリンカー。後年三河鉄道が名古屋鉄道（名鉄）へ吸収合併されたことに伴いキハ200形と改称・改番され、後年に電車化（付随車化）改造を受けサ2290形と再改称・改番、さらに制御車化に伴いク2290形となった。
後に北恵那鉄道に譲渡されク80形（81・82）に改称。北恵那鉄道線廃止まで運用された。

## 構造
1936年（昭和11年）に三河鳥羽駅 - 蒲郡駅が非電化で開業した際に、キ50形として2両（51・52）が日本車輌製造で新製された。車体は全長12mの2扉車。座席はセミクロスシートを採用する。機関はアメリカ、ウォーケシャ社製6SRLガソリンエンジンを搭載する。台車のうち片側は偏心台車（BB-75）を使用し、電車化（制御車化）された後も変更されなかった。

## 沿革

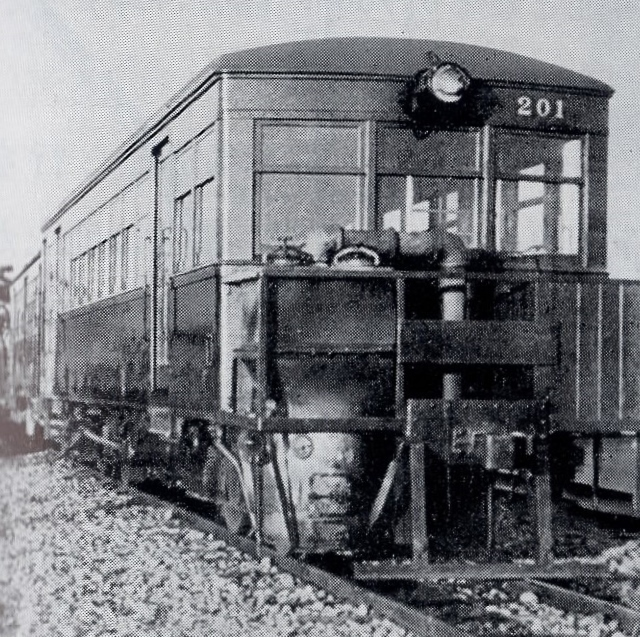
代用燃料装置が取り付けられたキハ200形201

- 1936年（昭和11年）7月、キ50形（51・52）の2両が新製される。
- 1941年（昭和16年）に三河鉄道が名古屋鉄道に吸収合併された際、キハ200形（201・202）と改称・改番された。三河線、蒲郡線、西尾線で運用される。太平洋戦争によりガソリンが不足すると代用燃料装置を取り付けて運用される。
- 1947年（昭和22年）にエンジンを取り外し付随車化され、サ2290形（2291・2292）に改称。
- 1953年（昭和28年）に制御車に改造。ク2290形（2291・2292）に改称。このさい片運転台となる。
- 1963年（昭和38年）5月、モ350形353とともに北恵那鉄道に譲渡され、ク80形（81・82）に改称する。後に座席はセミクロスシートからロングシートに変更。81は貫通扉を新設している。
- 1978年（昭和53年）9月18日、北恵那鉄道線廃止とともに廃車される。